# Pomoćna komponenta proteinaza
Pomoćna komponenta proteinaza (EC 3.4.22.45, HC-Pro) je enzim. Ovaj enzim katalizuje sledeću hemijsku reakciju
Hidroliza Gly-Gly veze na svom C-terminusu, obično u sekvenci -Tyr-Xaa-Val-Gly-Gly. Takođe hidroliza potiviralnih poliproteina
Ovaj enzim kodiraju mnogi potivirusi.

## Spoljašnje veze
- Helper-component+proteinase на 